# Duodenopancreatectomía
La duodenopancreatectomía, también llamada procedimiento de Whipple o cirugía con la técnica de Whipple, es una operación quirúrgica que implica al páncreas, al duodeno y a otros órganos. Se lleva a cabo para tratar tumores cancerosos en la cabeza del páncreas y tumores malignos que afecten al conducto biliar o al duodeno junto al páncreas.

## Historia
Este procedimiento fue descrito originalmente por Alessandro Codivilla, cirujano italiano, en el año 1898. La primera resección para tratar un cáncer periampular fue realizada por el cirujano alemán Walther Kausch en 1909 y descrita por él mismo en 1912.
Se le suele llamar Procedimiento de Whipple después de que el cirujano americano Allen Whipple mejorara este tipo de cirugía en 1935. Posteriormente se han seguido introduciendo mejoras en esta técnica.

## Anatomía afectada por este procedimiento
La técnica más común al practicar una duodenopancreatectomía consiste en la extirpación de parte del estómago, la primera y segunda parte del duodeno, la cabeza del páncreas, el conducto biliar y la vesícula biliar.
La teoría principal que defiende la duodenopancreatectomía es que tanto a la cabeza del páncreas como al duodeno les suministra sangre la arteria gastroduodenal. Esta arteria discurre a través de la cabeza del páncreas, por lo que ambos órganos deben ser extirpados. Si sólo se extrajera la cabeza del páncreas podría comprometerse el aflujo de sangre al duodeno, con el resultado de necrosis.

## Duodenopancreatectomía en la medicina moderna
El Procedimiento de Whipple actual es muy parecido al original. Consiste en extirpar parte del estómago, la vesícula biliar y su conducto cístico, el conducto biliar, la cabeza del páncreas, el duodeno, el yeyuno (parte del intestino delgado) y los ganglios linfáticos de la zona.
La reconstrucción consiste en unir el páncreas al yeyuno y unir el conducto colédoco al yeyuno para permitir que los jugos digestivos y la bilis, respectivamente, lleguen al tracto gastrointestinal; y unir el estómago al yeyuno para permitir el paso de la comida.
Originariamente el proceso se llevaba a cabo en dos pasos pero Whipple refinó su técnica en 1940 para poder realizar la operación de una sola vez. 